# Jan Jacobsen
Jan Jacobsen (1588 o 1589 - 1622), fue un comandante naval  flamenco y corsario dunkerqués durante la Guerra de los Ochenta Años. Se convirtió en un héroe póstumo cuando capitaneando uno de los barcos del rey Felipe IV de España, después de combatir a nueve barcos enemigos en solitario durante más de trece horas, prefirió hundir el barco en lugar de rendirse.

## Biografía
Era hijo del prestigioso almirante Michel Jacobsen y tío abuelo de Jean Bart. El 3 de octubre de 1622, Jan Jacobsen salió del puerto de Ostende en su primera expedición como capitán de una de las fragatas del rey Felipe IV de España. Formaba parte de una flotilla de tres barcos que partía con la intención de romper el bloqueo de los neerlandeses y localizar la flota neerlandesa del Báltico. Iba acompañado de los corsarios españoles Juan García y Pedro de la Plesa. Sin embargo el capitán Jacobsen no consiguió evitar a los barcos de guerra neerlandeses que patrullaban la costa flamenca atacando a los barcos españoles. y pronto se encontró atacado por nueve barcos de guerra contra los que luchó durante trece horas.
Desarboló a dos de ellos antes de que su barco quedara sin mástil e inutilizado. Los neerlandeses pidieron a Jacobsen que se rindiera, y le ofrecieron cuartel, pero en lugar de permitir que uno de los barcos del rey de España cayera en manos del enemigo, hizo estallar el polvorín de su barco. Al hacerlo dañó los dos barcos neerlandeses que se le acercaban y les causó pérdidas y bajas considerables, matando incluso a su vicealmirante, Herman Kleuler, al coste de acabar con su propia vida, su barco y gran parte de los supervivientes de su tripulación. Los informes iniciales afirmaban que fue el propio Jacobsen quien prendió fuego al polvorín, pero varios informes posteriores informan que había recibido un disparo en el muslo y dio la orden a uno de sus hombres. Los escasos supervivientes fueron capturados y ahorcados como piratas.